# Kelly MissesVlog
KELLY // missesvlog (echte naam Kelly Svirakova; Fürth, 9 juli 1993) is een Duits-Tsjechische webvideoproducent en vlogger, die voornamelijk actief is op YouTube, Twitch en Instagram.

## Biografie en carrière
Volgens haar eigen verklaringen ging Svirakova naar het Helene-Lange-Gymnasium in Fürth, waar ze in 2013 afstudeerde van de middelbare school.
Svirakova opende haar YouTube-kanaal in augustus 2010, toen onder de naam Kelly aka MissesVlog. Na MissesVlog, Kelly MissesVlog, kelly en kel heet het momenteel KELLY // missesvlog. Je kanaal maakt sinds 2013 deel uit van het Studio71-netwerk. In 2017 was het, op basis van het aantal abonnees, een van de 50 meest geabonneerde YouTube-kanalen in Duitsland.
Sinds 2013 publiceert ze drie video's per week; op dinsdag verscheen haar bekendste format Kelly kommentiert Kommentare, op donderdag een vlog of weekoverzicht en op zondag verschillende video's zonder vast onderwerp. In december 2016 stopte ze met dit concept vanwege abonnementsverliezen. Na een korte pauze van november 2016 is Kelly kommentiert Kommentare sinds maart 2017 weer op haar kanaal.
Op 6 oktober 2017 bracht ze haar nummer Clickbait uit, een parodie op het zogenaamde clickbaiting. Op 1 februari 2018 bracht ze het nummer Disstrack.mp3 (Diss an alle Youtuber) uit. Ze publiceerde ook het nummer schicke dieses video an deinen schwarm ohne kontext op 20 mei 2018 en het nummer schicke dieses video an deine/n ex ohne kontext op 2 juni 2018. In het eerste nummer zingt Svirakova over haar verliefdheid, in het tweede over de verliefdheid die nu haar ex-vriendje is.

## Verschijningen
- Deelname aan de Wok Wereldkampioen 2015 in de World Wide WOK samen met andere YouTube artiesten[10]
- Moderatie van de liveshow Let's Play Poker 2015.[11]
- April 2016: Deelname aan het Team Internet bij het ProSieben Völkerball Meisterschaft[12]
- 2016: Moderatie samen met Joyce Ilg op de Vodafone livestream vanaf de rode loper van de Goldene Kamera 2016
- 2016: Gastoptreden bij ProSieben-Auswärtsspiel
- 2016: Verschillende gastoptredens op Comedy Rocket
- 2016-2019: Moderatie samen met Sturmwaffel van de YouTube-ochtendshow Guten Morgen Internet voor de Duitse publieke omroep Funk.
- Dec 2018: Deelname aan Die ProSieben Wintergames
- 2019: Gastoptreden samen met Dagi Bee bij Joko & Klaas gegen ProSieben (aflevering 6)

## Prijzen
| Jaar | Instelling                      | Prijs                     | Categorie                                                           | Genomineerd | Won |        |
| ---- | ------------------------------- | ------------------------- | ------------------------------------------------------------------- | ----------- | --- | ------ |
| 2014 | European Web Video Academy GmbH | Webvideopreis Deutschland | VIP                                                                 | Ja          | Nee | [ 13 ] |
| 2014 | European Web Video Academy GmbH | Webvideopreis Deutschland | OMG                                                                 | Ja          | Nee | [ 13 ] |
| 2015 | European Web Video Academy GmbH | Webvideopreis Deutschland | Persoon van het jaar vrouw                                          | Ja          | Ja  | [ 14 ] |
| 2016 | Nick Duitsland                  | Kids Choice Award         | beste webvideo-acteur in Duitsland                                  | Ja          | Nee |        |
| 2017 | European Web Video Academy GmbH | Webvideopreis Deutschland | Sociale campagne, (voor het "SaveSelous"-project met Jodie Calussi) | Ja          | Ja  | [ 15 ] |